# Florimar
Florimar (pronúncia local: ['flɔri'mar]) és una urbanització del poble de Monnars, al municipi de Tarragona. L'any 2022 comptava amb 17 habitants, essent el nucli habitat més petit de Monnars.
Es troba envoltada per les urbanitzacions de Llevantina i Residencial Monnars, en l'espai central delimitat pels carrers de Jaume Pahissa (per on hi ha l'accés principal al nucli) i d'Enric Morera, per l'avinguda dels Boscos de Tarragona (que mena a la urbanització del mateix nom) i per la urbanització Llevantina.